# Myqerem Tafaj
Myqerem Tafaj (ur. 14 listopada 1957 roku we wsi Trebisht Muçinë k. Peshkopii) – albański lekarz weterynarii, minister szkolnictwa wyższego i badań naukowych w roku 1997, wicepremier w 2013 w rządzie Salego Berishy. 

## Życiorys
Syn Ramazana i Halime. W 1982 ukończył studia weterynaryjne na Uniwersytecie Rolniczym w Tiranie, uzyskując w 1988 stopień kandydata nauk. Po zakończeniu studiów pracował w państwowym gospodarstwie rolnym im Georgi Dimitrowa w Tiranie. W latach 1992–1996 odbył studia podyplomowe w Stuttgarcie-Hohenheim, a w 1996 obronił pracę doktorską. W 1997 uzyskał tytuł profesora, a w latach 1999-2001 prowadził wykłady gościnne w Stuttgarcie. W latach 1982–1992 był pracownikiem naukowo-dydaktycznym Uniwersytetu Rolniczego w Tiranie, zaś w latach 1996-1997 dyrektorem wydziału w ministerstwa edukacji.
Członek Demokratycznej Partii Albanii od 1991, od 2005 członek centralnych władz partii. W 1997 kandydował bez powodzenia w wyborach parlamentarnych, w tym samym roku objął stanowisko ministra szkolnictwa wyższego i badań naukowych w rządzie Bashkima Fino. W latach 2005–2009 pełnił funkcję sekretarza generalnego Rady Ministrów. W 2009 objął stanowisko ministra nauki i edukacji w rządzie Ediego Ramy. W wyborach parlamentarnych 2009, 2013 i 2017 zdobywał mandaty deputowanego z okręgu Tirana. W 2013 przez kilka miesięcy sprawował urząd wicepremiera. Zasiada w komisji parlamentarnej d.s. edukacji i środków masowego przekazu.